# Nothobaccharis
Nothobaccharis, monotipski rod glavočika iz podtribusa Critoniinae, dio tribusa Eupatorieae.

## Opis
Rod Nothobaccharis uključuje jednu grmoliku vrstu iz Perua. Iako ima nevjerojatnu površinsku sličnost u sveukupnom izgledu s Baccharisom (i izvorno je opisan kao član ovog roda), po tehničkim je značajkama blizak Koanophyllonu, a razlikuje se po izduženim režnjevima vjenčića i malim, spiralno umetnutim listovima.

## Sinonimi
- Baccharis microphylla DC.; Prodr. [A. DC.] 5: 406 (1836)
- Brickellia microphylla (DC.) Hieron.; Bot. Jahrb. Syst. 28: 583 (1901)
- Baccharis candolleana Steud.; Nomencl. Bot. [Steud.], ed. 2. 1: 177 (1840)